# Elisabethmarkt

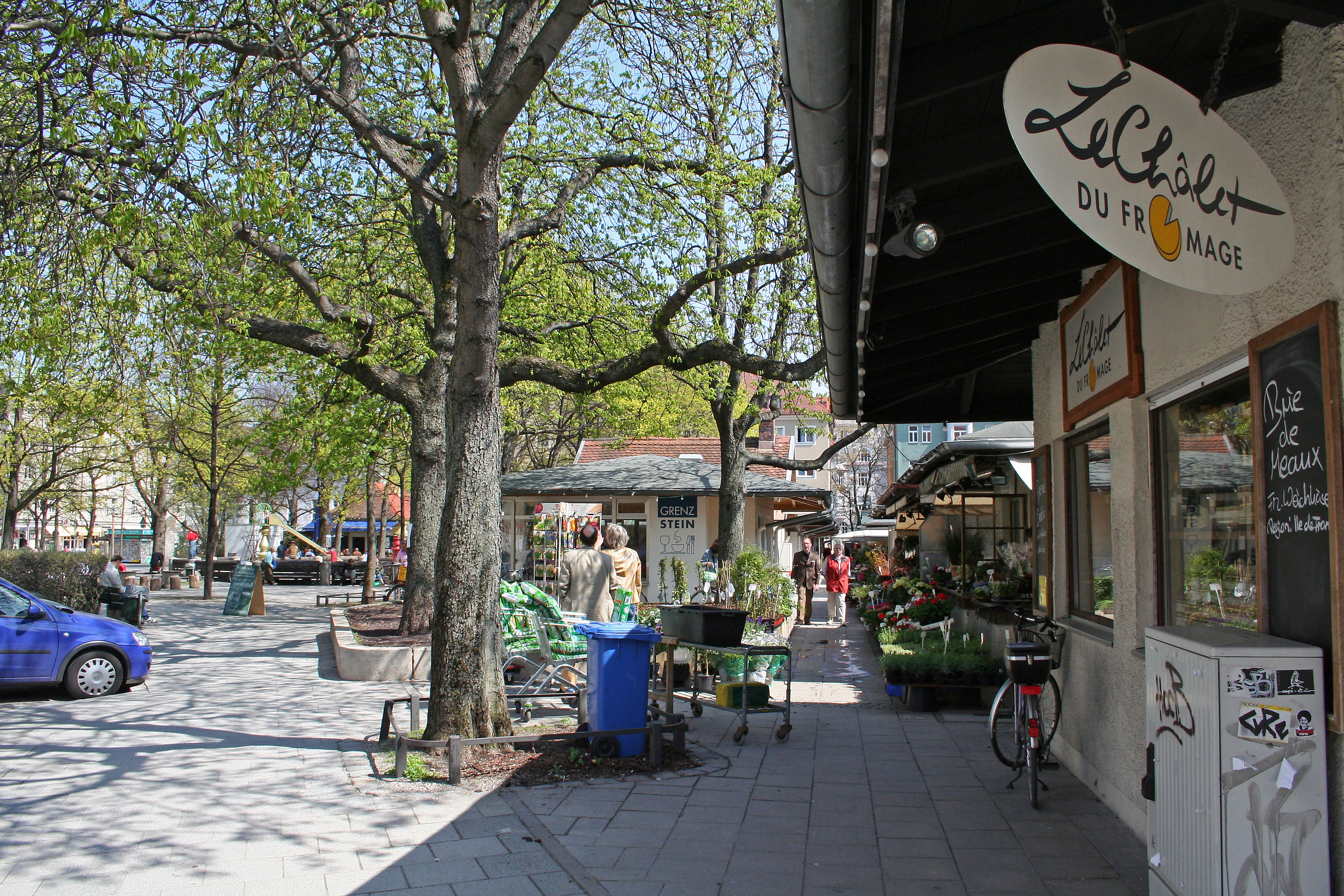
Elisabethmarkt a Schwabing

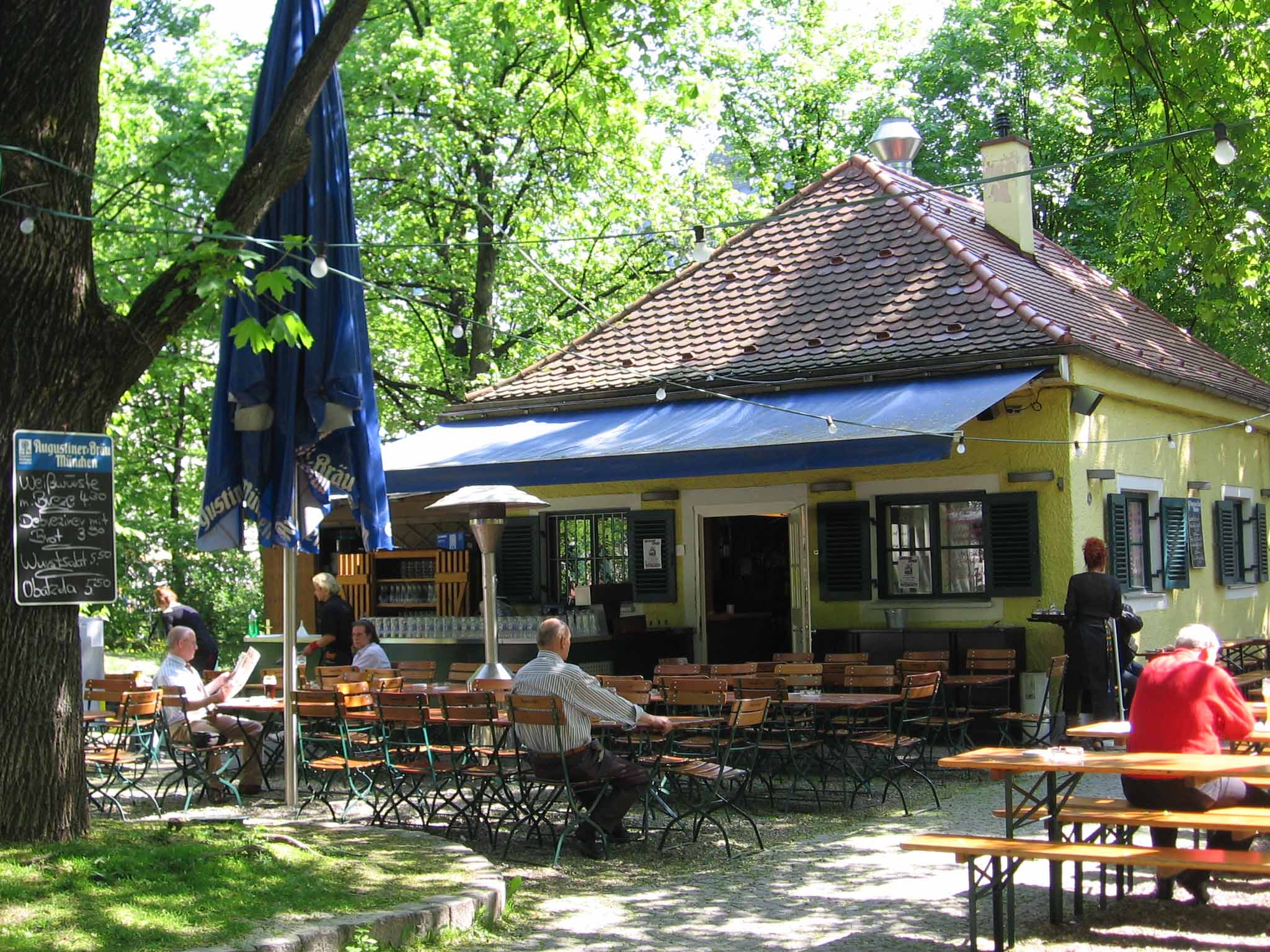
Wintergarten

Il mercato Elisabetta è un mercato permanente di generi alimentari e floreali presente nel cuore del quartiere di Schwabing a Monaco di Baviera. È dedicato alla Elisabetta di Baviera, che nacque a Monaco, conosciuta al mondo come "principessa Sissi". Dal 1898 mercato e strada adiacente portano il nome dell'imperatrice, figlia del duca Massimiliano Giuseppe in Baviera. 
Il mercato fu fondato nel 1903 ed era composto in origine da una grande costruzione adibita allo scopo. Questa costruzione fu distrutta nella seconda guerra mondiale. Oggi il mercato è costituito da bancarelle in pietra dalla forma simile a tante piccole casette.